# Malgassapeira lucina
Malgassapeira lucina är en fjärilsart som beskrevs av Pierre E.L. Viette 1973. Malgassapeira lucina ingår i släktet Malgassapeira och familjen mätare. Inga underarter finns listade i Catalogue of Life.